# جوینو سوارز ویانا جونیور
جوینو سوارز ویانا جونیور (به پرتغالی: Jovino Soares Viana Júnior) هافبک اهل برزیل است که در شهر برزیل و در تاریخ ۲۱ ژوئیهٔ ۱۹۸۵ به دنیا آمده‌است.
جوینو سوارز ویانا جونیور در تیم‌های فوتبال CA Juventus سابقهٔ حضور دارد.